# Могучая Би
«Могучая Би» (англ. The Mighty B!) ― американский мультсериал, созданный Эми Полер, Синтией Тру и Эриком Визе для Nickelodeon. Сериал сосредотачивается на Бесси Хиггенботтом, амбициозной девушке-разведчике-медоносной пчеле, которая считает, что станет Могучей Би (супергероем), если соберёт все значки медоносной пчелы. Бесси живёт в Сан-Франциско со своей матерью-одиночкой Хилари, братом Беном и собакой Хэппи. Полер озвучивает Бесси, которая основана на персонаже Кэсси МакМэдисон, которую Полер играла в импровизационных комедийных труппах Upright Citizens Brigade и Second City, прежде чем она присоединилась к актёрскому составу Saturday Night Live.
Сериал транслировался на телеканале Nickelodeon с 26 апреля 2008 года по 16 января 2010 года, когда он был перенесён на Nicktoons 6 ноября 2010 года, а в России с 16 февраля 2009 по 30 марта 2016 на собственном канале. Сериал закончился 12 июня 2011 года. С момента своего дебюта шоу привлекло в среднем 3,1 миллиона зрителей. Во втором квартале 2008 года шоу вошло в пятёрку лучших анимационных программ на телевидении.
В сентябре 2008 года шоу было продлено на второй и последний сезон с 20 эпизодами, премьера которого состоялась 21 сентября 2009 года.
Мультсериал был номинирован на шесть Annie Awards и четыре Daytime Emmy Awards, получив одну Daytime Emmy за выдающиеся личные достижения в анимации. Он получил одну номинацию на премию Artios Award и одну номинацию на премию Golden Reel.
8 декабря 2020 года весь мультсериал был добавлен в Paramount+ (в то время это был CBS All Access).

## Сюжет
Мультсериал повествует о девочке-скауте Бесси Хиггенботтом, которая мечтает стать супергероем Могучей Би, собрав все значки Пчёлок. Бесси живёт в Сан-Франциско, Калифорния и всегда попадает в неприятности со своими сумасшедшими друзьями: Пенни, братом Беном и собакой Хэппи. Другие девочки-пчёлки, Порция и Гвен, пытаются испортить жизнь Бесси, но им никогда это не удаётся.

## Персонажи
- Бесси Кайолика Хиггенботтом (озвучивает Эми Полер) — главная героиня, девочка-скаут команды Пчёлок, ей 9¾ лет[9]. Она положительно и с юмором относится к жизни. Страдает плохим зрением и поэтому носит очки. Она ботаник в школе и у неё больше значков, чем у любой другой пчёлки. Каждый год, когда они продают коробки с конфетами, Бесси бьёт свой собственный рекорд продаж. Она мечтает стать супергероем Могучей Би. У неё голубые глаза и светло-русые волосы. Не очень хорошо поёт, зато виртуозно умеет играть на барабанах.
- Хэппи Уолтер Хиггенботтом (озвучивает Ди Брэдли Бейкер) — собака Бесси, шерсть голубого цвета с чёрными пятнами. Его подобрали бродячим псом. Не умеет говорить на человеческом языке, но очень хорошо понимает его.
- Бенджамин «Бэн» Хиггенботтом (озвучивает Энди Рихтер) — брат Бесси шести лет[10], младший сын Хилари. Он часто помогает своей сестре. Когда Бесси станет Могучей Би, Бен надеется быть её помощником. А пока он очень застенчивый и робкий ребёнок с хорошо развитым воображением.
- Хилари Хиггенботтом (озвучивает Меган Кавана) — мать-одиночка Бесси и Бенджамина. Она работает в кафе и у неё всегда позитивное настроение. В молодости была хиппи. В сериале ни разу не говорилось, кто являлся её мужем.
- Па́лец — указательный палец левой руки Бесси и её лучший друг с 3 лет. Хотя Палец всего лишь воображаемый друг, но бывают моменты, когда он выручает Бесси. Также в некоторых сериях появляется Пале́ц — антагонист-француз, в берете и с усами.
- Пенелопа «Пенни» Лефковиц (озвучивает Данна Фейнгласс) — подруга Бесси десяти лет[11]. Она страдает астмой и немного глуповата и неуклюжа.
- Поршия (Порция) Гиббонс (озвучивает Грей ДеЛайл) — враг Бесси, которая тщетно стремится испортить ей жизнь. По характеру избалованная и довольно капризная. Поршия мечтает стать знаменитостью. Всё своё свободное время она тратит на чтение модных журналов. Порция ленива и потому заставляет других людей делать за неё работу. Она постоянно издевается над Бесси, но Бесси часто переводит всё в шутку, тем самым раздражая Поршию. Любит музыку, умеет петь, есть своя группа.
- Марион Фрэнсис «Мэри» Гиббонс (озвучивает Сара Таир) — мать Поршии. Она возглавляет группу Пчёлок.
- Гвенделин «Гвен» Ву (озвучивает Джессика Ди Чикко) — лучшая подруга Поршии. Как и Поршия она увлекается музыкой (играет на гитаре) и модой. Всегда на втором плане после Порции. Живёт в многодетной семье.
- Роки Родос (озвучивает Кенан Томпсон) — 13-летний[12] скейтбордист, в которого влюблена Поршия. Он работает официантом в кафе и играет в рок-группе.
- Антуан Сен-Жермен — судья города. Он очень богат и дружит с Мэри Гиббонс.
- Мистер Ву — владелец китайского ресторана «Господин Ву». Хиггенботтомы его постоянные клиенты. Отец Гвен. Несмотря на то, что Гвен ненавидит Бесси, мистер Ву всегда дружил с семьёй Хиггенботтомов.
- Хиппи — безымянный хиппи и друг Бесси. Часто даёт Бесси советы, которые не всегда, но довольно часто помогают.
- Милли Миллерсон (озвучивает Грей ДеЛайл) — одна из Пчёлок. Она говорит очень медленно и страдает гипогликемией.
- Дональд — почтальон.
- Келли Купер — одна из скаутов команды пчёлок. Рыжая, зеленоглазая. Тихая и незаметная.

## Эпизоды
| Сезон | Серии | Серии | Даты показа      | Даты показа     | Даты показа |
| Сезон | Серии | Серии | Первая серия     | Последняя серия | Канал       |
| ----- | ----- | ----- | ---------------- | --------------- | ----------- |
| 1     | 20    | 20    | 26 апреля 2008   | 12 июня 2009    | Nickelodeon |
| 2     | 20    | 13    | 21 сентября 2009 | 16 января 2010  | Nickelodeon |
| 2     | 20    | 7     | 6 ноября 2010    | 12 июня 2011    | Nicktoons   |

### Первый сезон (2008–2009)
| № общий | № в сезоне | Название                                                             | Автор сценария                                                         | Раскадровка                                | Дата премьеры    |
| --- | ---------- | -------------------------------------------------------------------- | ---------------------------------------------------------------------- | ------------------------------------------ | ---------------- |
| 1a | 1a         | «So Happy Together» «Мы с Хэппи вместе»                              | Синтия Тру и Эрик Визе                                                 | Эрик Визе                                  | 26 апреля 2008   |
| Бесси Хиггенботтом близка к получению Знака признательности за животных. Итак, она берёт собаку, которую зовёт Хэппи, и идёт на выставку собак, но она убегает. Бесси извиняется перед Хэппи, и он возвращается. Бесси выигрывает выставку, когда выясняется, что Драгоценная собака Порции на самом деле крыса. |            |                                                                      |                                                                        |                                            |                  |
| 1b | 1b         | «Sweet Sixteenth» «Ох уж эти 10 сантиметров»                         | Джессика Чаффин                                                        | Чак Клейн                                  | 26 апреля 2008   |
| Бесси очень хочет прокатиться на новом аттракционе под названием «Каратель», но это не работает, потому что она недостаточно высока, чтобы кататься на нём. Каждая её попытка попасть внутрь терпит неудачу. Теперь ей нужно пойти на «дурацкие чашки», но Хэппи укорачивает линейку, позволяя Бесси отправиться в путь, который случайно устанавливается дважды. |            |                                                                      |                                                                        |                                            |                  |
| 2a | 2a         | «Bee My Baby» «Будь моим малышом»                                    | Сюжет: Синтия Тру и Эрик Визе Сценарий: Уилл Берсон                    | Чак Клейн                                  | 27 апреля 2008   |
| Когда Гвен и Порция уходят, они обманом заставляют Бесси и Пенни присматривать за пятью маленькими братьями и сёстрами Гвен. Однако во время присмотра за детьми Пенни и Бесси теряют ребёнка. Они преследуют ребёнка, а Хэппи заботится о других детях. Однако после того, как Бесси и Пенни наконец поймали ребёнка, Порция и Гвен выгнали их из дома, которые угостили себя вкусной едой. |            |                                                                      |                                                                        |                                            |                  |
| 2b | 2b         | «Bee Afraid» «Бойся»                                                 | Синтия Тру и Эрик Визе                                                 | Эрик Визе                                  | 27 апреля 2008   |
| Бесси очень хочет получить значок счастливого туриста. Однако, отправляясь в поход, Пенни рассказывает страшную историю о противной девушке, брошенной в лесу, из-за чего Порция в ужасе убегает и теряется в лесу. Медведь пытается напасть на Порцию, но её спасает Бесси, что позволяет ей заработать значок счастливого туриста. |            |                                                                      |                                                                        |                                            |                  |
| 3a | 3a         | «Artificial Unintelligence» «Искусственный неинтеллект»              | Дэни Михаэли                                                           | Пьеро Пилузо и Энди Суриано                | 3 мая 2008       |
| Чтобы заработать значок «Безумный учёный» на медовой научной ярмарке, Бесси строит робота, которого она называет Эмили. Порция завидует и входит в Эмили, управляя роботом. Бен и Хэппи завидуют этому и пытаются уничтожить Эмили, а Порция залита чёрными чернилами с одной попытки. Эмили сходит с ума на научной ярмарке, срывая все проекты. Поскольку Бесси собирается быть дисквалифицированным с научной ярмарки, Бен и Хэппи врываются, обнаружив мозг Эмили. Они кладут его обратно в Эмили, и Порция обнаруживается в роботе. Бесси получает значок безумного учёного. |            |                                                                      |                                                                        |                                            |                  |
| 3b | 3b         | «We Got the Bee» «Пчелиная поддержка»                                | Джон Росс Боуи и Данна Фейнгласс                                       | Фред Гонсалес                              | 3 мая 2008       |
| Бесси хочет присоединиться к группе Порции, но та сама не позволяет ей из-за отсутствия у неё музыкальных навыков, поэтому она становится новым барабанщиком группы Рокки, где она и Порция оба качают по всему заливу! |            |                                                                      |                                                                        |                                            |                  |
| 4a | 4a         | «Li'l Orphan Happy» «Мать-самозванка»                                | Джон Боуи и Джейми Денбо                                               | Шерм Коэн и Луи де Кармен                  | 10 мая 2008      |
| В день матери Бесси узнаёт, что Хэппи не знает, где его мама. Бесси ходит по городу в поисках мамы, но как только её находят, та начинает учить Хэппи нарушать правила Бесси. |            |                                                                      |                                                                        |                                            |                  |
| 4b | 4b         | «Body Rockers» «Ближе к телу»                                        | Джессика Гао                                                           | Кен Бойер и Луи де Кармен                  | 10 мая 2008      |
| Девочки-пчёлки отправляются на экскурсию в Научный эксплораториум. Пенни нужно пойти в ванную, пока другие пчёлы смотрят короткий фильм. Бесси идёт с Пенни на поиски, но они нечаянно теряются в одном из экспонатов. |            |                                                                      |                                                                        |                                            |                  |
| 5a | 5a         | «Bat Mitzvah Crashers» «Вечеринки бат-мицва»                         | Джессика Чаффин                                                        | Шерм Коэн                                  | 17 мая 2008      |
| Бесси и Пенни начинают крушить бат-мицву после посещения соседа Пенни, Занни, и нацеливаются на окончательную бат-мицву, которую проводит двоюродная сестра Порции, Челси. |            |                                                                      |                                                                        |                                            |                  |
| 5b | 5b         | «Super Secret Weakness» «Суперсекретная слабость»                    | Дэни Михаэли                                                           | Октавио Родригес                           | 17 мая 2008      |
| Бесси узнаёт, что у каждого супергероя есть тайная слабость. Когда она приходит к выводу, что слабость Могучей Би - цукини, она планирует избавить всю область залива от гнилого овоща. |            |                                                                      |                                                                        |                                            |                  |
| 6a | 6a         | «An I See Bee» «Провидица Би»                                        | Джессика Чаффин                                                        | Рэй Анграм и Пьеро Пилузо                  | 31 мая 2008      |
| Гадалка убеждает Бесси, что она может видеть будущее, но её солнечные прогнозы относительно дня рождения Пенни не соответствуют действительности, поэтому она пытается всё исправить. |            |                                                                      |                                                                        |                                            |                  |
| 6b | 6b         | «Woodward and Beesting» «Секретно-пчелиное жало»                     | Данна Фейнгласс                                                        | Фред Гонзалес                              | 31 мая 2008      |
| Бесси пытается узнать секрет Порции, став репортёром улье-вестника, но приходит к нелепому выводу, что Порция - инопланетянин. Правда: у неё ларингит. |            |                                                                      |                                                                        |                                            |                  |
| 7a | 7a         | «Doppelfinger» «Доппельпалец»                                        | Уилл Берсон                                                            | Луи де Кармен                              | 7 июня 2008      |
| Бесси начинает следовать совету Пальца́, злобного французского кузена Па́льца, после того, как Фингер получает травму в соревновании по оригами, которое приводит её и Хэппи в шалость, чтобы выиграть Значок Оригами. |            |                                                                      |                                                                        |                                            |                  |
| 7b | 7b         | «Little Womyn» «Маленькие леди»                                      | Джессика Чаффин                                                        | Фред Гонзалес и Чак Клейн                  | 7 июня 2008      |
| Мама Бесси становится лидером отряда и перестаёт выдавать значки из-за структуры пчелы и отсутствия самовыражения. |            |                                                                      |                                                                        |                                            |                  |
| 8a | 8a         | «The Apprentice» «Помощница»                                         | Джессика Чаффин                                                        | Шерм Коэн и Фред Гонзалес                  | 23 июня 2008     |
| Мама Порции берёт Бесси в ученицы, чтобы увеличить продажи косметики, но рвение Бесси даст ей гораздо больше, чем она ожидала. |            |                                                                      |                                                                        |                                            |                  |
| 8b | 8b         | «Beenedict Arnold» «Бенедикт Арнольд»                                | Джессика Гао                                                           | Кен Бойер                                  | 24 июня 2008     |
| Бесси ставит Хэппи на строгий режим здорового питания и график тренировок. Хэппи не в восторге от этого, и он не понимает, что Бесси хочет только лучшего для него, и оставляет Бесси для Порции. |            |                                                                      |                                                                        |                                            |                  |
| 9a | 9a         | «Boston Beean» «Пчёлка из Бостона»                                   | Джессика Гао                                                           | Октавио Родригес                           | 25 июня 2008     |
| Бесси принимает иностранную пчёлку Сисси Салливан, которая приехала из Бостона. Поначалу кажется, что девушки прекрасно ладят друг с другом, но когда Бесси понимает, что Сисси лучше неё во всём, это воодушевляет её дух соперничества. |            |                                                                      |                                                                        |                                            |                  |
| 9b | 9b         | «Penny Hearts Joey» «Пенни любит Джоуи»                              | Сюжет: Николас Кофранческо Сценарий: Данна Фейнгласс                   | Линн Нейлор                                | 26 июня 2008     |
| Пенни развивает особую связь с аниматронным кенгуру из пиццерии. |            |                                                                      |                                                                        |                                            |                  |
| 10a | 10a        | «Ten Little Honeybees» «Десять маленьких пчёлок»                     | Джессика Гао                                                           | Чак Клейн                                  | 27 июня 2008     |
| Медальон Порции пропадает во время её дня рождения, поэтому Бесси пытается найти его. |            |                                                                      |                                                                        |                                            |                  |
| 10b | 10b        | «Toot Toot» «Пчёлки не пукают»                                       | Синтия Тру и Эрик Визе                                                 | Кен Бойер, Пьеро Пилузо и Берни Петтерсон  | 29 ноября 2008   |
| Из-за непереносимости лактозы Бесси случайно пукнула во время собрания войск, в результате чего её выгоняют из отряда пчёлок и избегают, что, в свою очередь, приносит им ужасные преследующие ситуации, и они пытаются вернуть Бесси. И Бесси показывает значок, который никогда раньше не выдавался и который давно исчез - "Пук-пук значок". |            |                                                                      |                                                                        |                                            |                  |
| 11a | 11a        | «Night Howl» «Полуночник»                                            | Джессика Чаффин                                                        | Эдди Тригерос и Шерм Коэн                  | 9 сентября 2008  |
| Бесси узнаёт, что Хэппи ведёт двойную жизнь и каждую ночь ходит в бар. |            |                                                                      |                                                                        |                                            |                  |
| 11b | 11b        | «Hat Trick» «Шляпный фокус»                                          | Сюжет: Синтия Тру, Эрик Визе Сценарий: Джессика Чаффин                 | Кен Бойер и Фред Гонзалес                  | 10 сентября 2008 |
| Бесси использует Хэппи в своём магическом действии, но вскоре ему становится скучно, и он ускользает без её ведома, заставляя дикого менахира сбежать из шляпы. |            |                                                                      |                                                                        |                                            |                  |
| 12a | 12a        | «Apoxalypse Now» «Апокалипсис сегодня»                               | Джессика Гао                                                           | Чак Клейн                                  | 11 сентября 2008 |
| Бесси пытается заразиться ветряной оспой, чтобы заработать значок ветряной оспы. Когда она узнаёт, что у Бена иммунитет от её мамы, она пытается использовать его, чтобы заразиться ветряной оспой. В конце концов, оказывается, что у Бесси иммунитет, и теперь она должна позаботиться о больном, как собака, Бене. |            |                                                                      |                                                                        |                                            |                  |
| 12b | 12b        | «Hive Jacked» «Захват улья»                                          | Джессика Гао                                                           | Линн Нейлор                                | 12 сентября 2008 |
| Бесси проигрывает пари и должна позволить Порции и Гвен управлять Ульем на выходные. Однако, когда они отказываются бросить Улей по окончании времени, Бесси, Бен, Хэппи и Пенни принимают решительные меры, чтобы выгнать их, даже неосознанно используя в процессе злого скунса. |            |                                                                      |                                                                        |                                            |                  |
| 13a | 13a        | «Something's Wrong With This Taffy» «С этими ирисками что-то не так» | Джессика Чаффин, Джессика Гао и Синтия Тру                             | Крис Грэхэм                                | 25 октября 2008  |
| Бесси пытается выяснить, что случилось с последней партией ириски. Она обнаруживает, что вкус ириски отличается от искусственного мёда. |            |                                                                      |                                                                        |                                            |                  |
| 13b | 13b        | «Name Shame» «Проклятое имя»                                         | Джессика Гао                                                           | Эдди Тригерос                              | 25 октября 2008  |
| Порция узнаёт, что второе имя Бесси проклято, и всякий раз, когда кто-то его произносит, происходит что-то плохое. Вскоре это становится проблемой после того, как она распространяет это по всему Сан-Франциско. |            |                                                                      |                                                                        |                                            |                  |
| 14a | 14a        | «Bee Patients» «Пчелиные пациенты»                                   | Джессика Чаффин                                                        | Эдди Тригерос и Сунил Холл                 | 8 сентября 2008  |
| Бесси и Хэппи посещают врача и ветеринара. Бесси с ужасом узнаёт, что ей нужно сделать ревакцинацию. |            |                                                                      |                                                                        |                                            |                  |
| 14b | 14b        | «To Bee or Not to Bee» «Пчелить или не пчелить»                      | Джессика Гао                                                           | Линн Нейлор                                | 29 ноября 2008   |
| Бесси выигрывает шанс выпить чаю с Мириам Бридлав, основательницей организации «Медоносные пчёлы», но Порция и Гвен саботируют её шанс, скармливая ей ложную информацию и странный этикет. |            |                                                                      |                                                                        |                                            |                  |
| 15a | 15a        | «Eye of the Honeybee» «Глаз пчелы»                                   | Джессика Чаффин                                                        | Крис Грэхэм и Ян Грэхэм                    | 9 января 2009    |
| Бесси помогает Пенни найти свой скрытый талант играть в пинг-понг. |            |                                                                      |                                                                        |                                            |                  |
| 15b | 15b        | «Thanksgiving Beenactment» «День благодарения»                       | Джессика Чаффин, Джессика Гао и Синтия Тру                             | Сунил Холл                                 | 29 ноября 2008   |
| Бесси и пчёлы отправляются в поездку в город, чтобы узнать о паломниках, но всё идёт не так, когда паломники обвиняют Порцию в том, что она ведьма, когда она игнорирует их правила против технологий. |            |                                                                      |                                                                        |                                            |                  |
| 16a | 16a        | «Blindsided» «Ослепшая»                                              | Джессика Чаффин, Джессика Гао и Синтия Тру                             | Эдди Тригерос                              | 5 января 2009    |
| Хэппи берёт очки Бесси и меняет их на кость. Бесси не может ясно видеть, пока она спотыкается по городу, чтобы купить новую пару, подвергая её серьёзной опасности со стороны Порции и Гвен, не считая стаи пирран, от которых Хэппи должен постоянно спасать её. В конце концов, он теряет свою кость, чтобы спасти Бесси, и Бесси находит замену в качестве благодарности. |            |                                                                      |                                                                        |                                            |                  |
| 16b | 16b        | «Hen and Bappy» «Хен и Бэппи»                                        | Джессика Чаффин                                                        | Крис Грэхэм и Сунил Холл                   | 6 января 2009    |
| Хиппи готовит по неправильному рецепту. После того, как Бен и Хэппи съели его вкусное угощение, они меняются телами, где Хэппи использует это, чтобы отомстить Бену. В конце концов, Бесси и хиппи меняются телами, и Бен, Хэппи, Бесси и хиппи начинают составлять одно большое и странное тело. |            |                                                                      |                                                                        |                                            |                  |
| 17a | 17a        | «Ben Appetit» «Бен Аппети»                                           | Синтия Тру, Джессика Чаффин и Джессика Гао                             | Луи де Кармен и Шерм Коэн                  | 7 января 2009    |
| Бесси пытается заставить Бена нарушить его правило о том, что еда не должна касаться других продуктов. В конце концов, он справляется с этим, и они с Хэппи пытаются заставить Бесси преодолеть клаустрофобию своими методами. |            |                                                                      |                                                                        |                                            |                  |
| 17b | 17b        | «Dang It Feels Good to Be a Gamester» «Как же круто быть геймером»   | Джессика Гао                                                           | Крис Грэхэм                                | 8 января 2009    |
| Девочки-пчёлки начинают играть в новую видеоигру и пренебрегают своими обязанностями. |            |                                                                      |                                                                        |                                            |                  |
| 18a | 18a        | «Portrait of a Happy» «Портрет Хэппи»                                | Джессика Чаффин                                                        | Сунил Холл                                 | 8 июня 2009      |
| Бесси хочет сделать профессиональные фотографии с Хэппи, но она должна отговорить фотографа уйти с работы. |            |                                                                      |                                                                        |                                            |                  |
| 18b | 18b        | «O Say Can Bess See?» «О, скажи, может ли Бесси видеть?»             | Джессика Гао                                                           | Сунил Холл, Джастин Ридж и Ян Грэхэм       | 9 июня 2009      |
| Бесси не может увидеть скрытое изображение на волшебном постере, который она получает в качестве награды. |            |                                                                      |                                                                        |                                            |                  |
| 19a | 19a        | «Macro Mayhem» «Макропогром»                                         | Майк Белл                                                              | Шерм Коэн, Сунил Холл и Ян Грэхэм          | 10 июня 2009     |
| Бесси увлекается своим новым хобби - макраме. |            |                                                                      |                                                                        |                                            |                  |
| 19b | 19b        | «Ben Screams for Ice Cream» «Бен кричит от мороженого»               | Сюжет: Синтия Тру Сценарий: Джессика Чаффин, Синтия Тру и Джессика Гао | Линн Нейлор                                | 11 июня 2009     |
| Бесси вызывает проблемы у продавца мороженого с его боссом, когда сообщает, что он проехал по знаку остановки. В результате он уезжает из района, а дети страдают от жары. Решит ли Бесси эту проблему? |            |                                                                      |                                                                        |                                            |                  |
| 20 | 20         | «Dragonflies» «Стрекозы»                                             | Джессика Чаффин, Джессика Гао, Синтия Тру и Эрик Визе                  | Луи дель Кармен, Фред Гонзалес и Ян Грэхэм | 12 июня 2009     |
| Девочки-пчёлки должны объединиться, чтобы сразиться с отрядом разведчиков из Окленда для использования базы отдыха. |            |                                                                      |                                                                        |                                            |                  |

### Второй сезон (2009–2011)
| № общий | № в сезоне | Название                                                                          | Автор сценария                                              | Раскадровка                                        | Дата премьеры    |
| --- | ---------- | --------------------------------------------------------------------------------- | ----------------------------------------------------------- | -------------------------------------------------- | ---------------- |
| 21 | 1          | «Catatonic» «Кататоническая»                                                      | Синтия Тру и Эрик Визе                                      | Сунил Холл и Кэрей Йост                            | 25 октября 2009  |
| Когда Бесси наряжается чёрной кошкой на Хэллоуин, она настолько входит в образ, что Хэппи едва может сопротивляться погоне за ней. |            |                                                                                   |                                                             |                                                    |                  |
| 22a | 2a         | «What's the Frequency, Bessie?» «Какая частота, Бесси?»                           | Майк Белл                                                   | Аарон Паетц                                        | 25 сентября 2009 |
| Бесси начинает принимать радиосигналы после того, как дантист вставляет ей аномально большую пломбу. |            |                                                                                   |                                                             |                                                    |                  |
| 22b | 2b         | «Bee Nice» «Хорошая пчёлка»                                                       | Джессика Гао                                                | Кэти Райс и Эдди Тригерос                          | 24 сентября 2009 |
| Бесси беспокоится, что у неё слишком много плохой кармы, поэтому она убивает всех добротой, чтобы избавиться от неё. |            |                                                                                   |                                                             |                                                    |                  |
| 23a | 3a         | «Dirty Happy» «Грязный Хэппи»                                                     | Брэндан Хэй                                                 | Джастин Николлс                                    | 21 сентября 2009 |
| Когда Хэппи отказывается принимать ванну, Бесси пытается изо всех сил заставить его убраться, но он на шаг впереди неё. |            |                                                                                   |                                                             |                                                    |                  |
| 23b | 3b         | «Tour D'Alcatraz» «Тур в Д'Алькатрас»                                             | Сюжет: Аманда Ситко Сценарий: Ричард Пурсель и Брэндан Хэй  | Кирк Тингблад, Марк Коланджело и Дэвид Геммилл     | 23 сентября 2009 |
| Бесси берёт Хэппи в тур по Алькатрасу, чтобы научить его не красться, но их сбитый с толку гид ошибочно принимает Бесси и Пенни за двух сбежавших преступников, всё меняется, и именно Бесси нужно выбраться из тюрьмы. |            |                                                                                   |                                                             |                                                    |                  |
| 24a | 4a         | «Hairy Situation» «Волосатая ситуация»                                            | Джессика Гао                                                | Сунил Холл, Фрэнк Мольери и Фред Гонсалес          | 22 сентября 2009 |
| Когда Бесси и Хэппи случайно выпивают зелье для волос Хиппи и в конечном итоге не могут сдержать рост своих волос из-под контроля, их дружба подвергается испытанию, поскольку они борются за то, кто должен получить лекарство.                                                                                               |            |                                                                                   |                                                             |                                                    |                  |
| 24b | 4b         | «B Plus One» «Б плюс один»                                                        | Джулия Миранда                                              | Кэрей Йост                                         | 16 января 2010   |
| Когда Бесси выигрывает два бесплатных билета на рок-концерт, все хотят пойти с ней. |            |                                                                                   |                                                             |                                                    |                  |
| 25a | 5a         | «Bad to the Bee» «Плохо для пчёлки»                                               | Джессика Гао                                                | Джастин Николс                                     | 14 ноября 2009   |
| Когда Бесси получает «пчелиную заслугу» за то, что бросает коробки с ириской на землю, она чувствует, что быть хорошей бессмысленно, если ты не можешь быть идеальным, давая Порции и Гвен шанс заставить её сделать что-то действительно плохое.                                                                              |            |                                                                                   |                                                             |                                                    |                  |
| 25b | 5b         | «Hive of Darkness» «Улей тьмы»                                                    | Джессика Гао, Брэндан Хэй и Синтия Тру                      | Аарон Паетц                                        | 16 января 2010   |
| Бесси разводит улей, чтобы заработать значок пчеловода, но когда она решает уйти после того, как заработает его, пчёлы полны решимости не потерять «Королеву Бесси» так легко. |            |                                                                                   |                                                             |                                                    |                  |
| 26a | 6a         | «Mr. Turtleton's Wild Ride» «Дикая поездка мистера Тертлтона»                     | Джессика Чаффин                                             | Крис Грэхэм и Фред Гонсалес                        | 14 ноября 2009   |
| Бесси несколько дней присматривает за черепахой Милли, Честером Тертлтоном. Сначала кажется, что мистер Тертлтон не вписывается в образ жизни Бесси, но когда Милли возвращается, чтобы потребовать мистера Тертлтона, он, похоже, не готов отказаться от своей новой жизни.                                                   |            |                                                                                   |                                                             |                                                    |                  |
| 26b | 6b         | «A Pirate's Life for B!» «Пиратская жизнь для Би»                                 | Джессика Гао                                                | Майк Маллен и Дэвид Джеммилл                       | 14 ноября 2009   |
| Бесси и Хэппи играют в пиратов и находят огромную глыбу золота. |            |                                                                                   |                                                             |                                                    |                  |
| 27a | 7a         | «Awww-esome!» «Потрясаааа-юще!»                                                   | Синтия Тру                                                  | Кэти Райс                                          | 2 января 2010    |
| Бесси раздражается, когда она не может смотреть "Puppy Net". |            |                                                                                   |                                                             |                                                    |                  |
| 27b | 7b         | «Dogcatcher in the Rye» «Ловец собак во ржи»                                      | Брэндан Хэй                                                 | Аарон Паетц                                        | 2 января 2010    |
| Бесси решает баллотироваться в офис городского собаковода. |            |                                                                                   |                                                             |                                                    |                  |
| 28a | 8a         | «Rinx!» «Ринкс!»                                                                  | Джессика Гао                                                | Джастин Николлс                                    | 6 ноября 2010    |
| Бесси и Хэппи играют в проклятие, в результате чего Хэла бросает Хэппи в приют для собак. |            |                                                                                   |                                                             |                                                    |                  |
| 28b | 8b         | «Sleepless in San Francisco» «Бессоница в Сан-Франциско»                          | Брэндан Хэй                                                 | Кэти Райс, Кирк Хансон и Дэвид Геммиль             | 6 ноября 2010    |
| Бесси пытается доказать, что бугимен не находится под кроватью Бена. |            |                                                                                   |                                                             |                                                    |                  |
| 29a | 9a         | «Finger Pickin' Bad» «Палец выбирает плохо»                                       | Синтия Тру, Джессика Гао и Брэндан Хэй                      | Сунил Холл                                         | 13 ноября 2010   |
| Когда Палец заводит нового друга, Бесси вынуждена проводить время с Ронни. |            |                                                                                   |                                                             |                                                    |                  |
| 29b | 9b         | «Higgenbottom's 7» «7 Хиггенботтомов»                                             | Джессика Гао                                                | Хоуи Перри                                         | 13 ноября 2010   |
| Бесси с помощью Хэппи, Пальца, Бена, Милли, Хиппи и Пенни достаёт доллар Бесси, застрявший в торговом автомате. |            |                                                                                   |                                                             |                                                    |                  |
| 30a | 10a        | «It's B's Party» «Это вечеринка Би»                                               | Джессика Гао                                                | Кэти Райс                                          | 20 ноября 2010   |
| Бесси обыскивает своих друзей и семью, чтобы они могли устроить ей вечеринку-сюрприз. |            |                                                                                   |                                                             |                                                    |                  |
| 30b | 10b        | «B-Chip» «Б-Чип»                                                                  | Джулия Миранда                                              | Аарон Паетц                                        | 20 ноября 2010   |
| Бесси берёт Хэппи, чтобы получить чип. |            |                                                                                   |                                                             |                                                    |                  |
| 31a | 11a        | «Old Bee and the Sea» «Старая пчела и море»                                       | Брэндан Хэй                                                 | Аарон Паетц                                        | 29 ноября 2010   |
| Пенни похищена толпой гангстерских рыб во время рыбалки с пчёлами. |            |                                                                                   |                                                             |                                                    |                  |
| 31b | 11b        | «One Million Years Bee.C.» «Миллион лет пчелы»                                    | Синтия Тру, Джессика Гао и Брэндан Хэй                      | Стив Л'Куйяр и Джастин Николлс                     | 29 ноября 2010   |
| Бесси и Хэппи возвращаются во времена динозавров, когда она, Пенни и Хэппи находят кость динозавра, и Бесси случайно оскорбляет их, в результате чего они преследуют её, когда она случайно телепортирует их обратно в своё время.                                                                                             |            |                                                                                   |                                                             |                                                    |                  |
| 32a | 12a        | «The Bone Identity» «Костная идентичность»                                        | Джессика Гао, Брэндан Хэй и Синтия Тру                      | Джастин Николлс                                    | 30 ноября 2010   |
| Хэппи получает загадочную записку о пропавшей половине правого уха. |            |                                                                                   |                                                             |                                                    |                  |
| 32b | 12b        | «Grumpy Old Bees» «Старая сварливая пчела»                                        | Брэндан Хэй                                                 | Сунил Холл                                         | 30 ноября 2010   |
| Бесси подружилась с пожилой бывшей пчелой, которая затем одержима тем, чтобы забрать свой значок с носками, потому что она не заработала его в детстве. |            |                                                                                   |                                                             |                                                    |                  |
| 33a | 13a        | «Children of the Unicorn» «Дети единорога»                                        | Брендан Хэй                                                 | Джастин Николлс                                    | 1 декабря 2010   |
| Бесси и Гвен намеревались доказать, что единороги действительно существуют. |            |                                                                                   |                                                             |                                                    |                  |
| 33b | 13b        | «My Way or the Bee Way» «Мой путь и пчелиный путь»                                | Брэндан Хэй                                                 | Эд Бейкер                                          | 1 декабря 2010   |
| Бесси выбирает заросший сорняками участок шоссе и делает его популярной дорогой, но позже Порция делает его своим, и это становится соревнованием за то, у кого больше клиентов. |            |                                                                                   |                                                             |                                                    |                  |
| 3435 | 1415       | «O Brother, What Art Thou" "Stuffed Happens» «О брат, что ты?" "Чучело случается» | Брэндан Хэй                                                 | Кэти Райс, Кирк Хэнсон и Фрэнк Мольери             | 2 декабря 2010   |
| Когда Бен ошибочно думает, что Бесси делает Хэппи своим приятелем, он решает стать её заклятым врагом, но после решения своих проблем они должны объединиться, чтобы остановить мистера Штана, который подставил Бесси, возясь с драгоценными предметами медоносных пчёл. И Бесси отстраняется от деятельности девочек-пчёлок. |            |                                                                                   |                                                             |                                                    |                  |
| 36 | 16         | «Gorillas in the Midst» «Посреди гориллы»                                         | Брэндан Хэй                                                 | Сунил Холл, Хоуи Перри, Эдди Тригерос и Дэйв Томас | 15 мая 2011      |
| Бесси изображает из себя разведчика-гориллу, а Бен изображает Бесси как пчелу, но Бен слишком увлечён этой ролью. |            |                                                                                   |                                                             |                                                    |                  |
| 37a | 17a        | «Space Evaders» «Космические беглецы»                                             | Джессика Гао, Брэндан Хэй и Синтия Тру                      | Хоуи Перри и Эдди Тригерос                         | 22 мая 2011      |
| Хэппи запускает себя и Бесси в открытый космос, чтобы не искупаться от блох. |            |                                                                                   |                                                             |                                                    |                  |
| 37b | 17b        | «YiPs»                                                                            | Джессика Гао                                                | Майлз Томпсон, Аарон Паетц и Эдди Тригерос         | 22 мая 2011      |
| Бесси и Хэппи отправляются в полицейскую поездку. |            |                                                                                   |                                                             |                                                    |                  |
| 38a | 18a        | «Public Enembee» «Общественные пчёлки-пожарные»                                   | Джессика Гао                                                | Мэтт Уитлок и Эдди Тригерос                        | 29 мая 2011      |
| Бесси случайно срабатывает пожарную сигнализацию во время Недели пожарной безопасности. |            |                                                                                   |                                                             |                                                    |                  |
| 38b | 18b        | «Bang the Drum Timely» «Бей в барабан своевременно»                               | Джессика Гао                                                | Хоуи Перри и Сунил Холл                            | 29 мая 2011      |
| Бесси должна писать анекдоты, чтобы заработать свой значок комедианта. |            |                                                                                   |                                                             |                                                    |                  |
| 39a | 19a        | «The League of Ordinary Gentlemen» «Лига обычных джентльменов»                    | Джессика Гао                                                | Сунил Холл                                         | 5 июня 2011      |
| Хэппи, Хиппи и Бен образуют клуб джентльменов, и Бесси хочет к нему присоединиться. |            |                                                                                   |                                                             |                                                    |                  |
| 39b | 19b        | «Irritable Bowling Syndrome» «Синдром раздражённого боулинга»                     | Сюжет: Кристина Сонгко Сценарий: Джессика Гао и Брэндан Хэй | Крис Реккарди и Джастин Николлс                    | 5 июня 2011      |
| Бесси не даёт покоя своей неспособности нанести удар во время игры в боулинг. |            |                                                                                   |                                                             |                                                    |                  |
| 40a | 20a        | «Bess-E» «Бесс-И»                                                                 | Джессика Гао                                                | Крис Реккарди и Эдди Тригерос                      | 12 июня 2011     |
| Бесси начинает верить, что она робот. |            |                                                                                   |                                                             |                                                    |                  |
| 40b | 20b        | «C'mon Get Happy!» «Давай, будь счастлив!!!»                                      | Джессика Гао, Брэндан Хэй и Синтия Тру                      | Хоуи Перри                                         | 12 июня 2011     |
| Бесси и Хэппи планируют отметить годовщину того, что они стали лучшими друзьями. |            |                                                                                   |                                                             |                                                    |                  |

## Награды
| Награды | Награды             | Награды                                                                              | Награды                           | Награды    | Награды |
| Год     | Награда             | Номинация                                                                            | Номинант(-ы)                      | Результаты |         |
| ------- | ------------------- | ------------------------------------------------------------------------------------ | --------------------------------- | ---------- | ------- |
| 2009    | Golden Reel Awards  | Лучший звуковой монтаж – телевизионная анимация                                      |                                   | Номинация  |         |
| 2009    | Artios Awards       | Выдающиеся достижения в области кастинга – анимационные телепрограммы                | Сара Ноуан                        | Номинация  |         |
| 2009    | Annie Awards        | Лучшая анимационная телевизионная продукция для детей                                |                                   | Номинация  |         |
| 2009    | Annie Awards        | Лучший дизайн анимационного телевизионного производства или короткометражного фильма | Сеона Хонг для "Bee Patients"     | Номинация  |         |
| 2009    | Annie Awards        | Лучшая раскадровка в анимационном телевизионном производстве или короткометражке     | Эдди Тригерос для "Name Shame"    | Номинация  |         |
| 2009    | Daytime Emmy Awards | Выдающиеся индивидуальные достижения в анимации                                      | Ларри Мёрфи                       | Победа     |         |
| 2009    | Daytime Emmy Awards | Выдающийся исполнитель анимационной программы                                        | Эми Полер                         | Номинация  |         |
| 2010    | Annie Awards        | Лучшая анимационная телевизионная продукция для детей                                |                                   | Номинация  |         |
| 2010    | Annie Awards        | Лучший дизайн персонажей в телевизионной постановке                                  | Брайан Арнетт For "Catatonic"     | Номинация  |         |
| 2010    | Annie Awards        | Лучшая раскадровка в телевизионной постановке                                        | Сунил Холл для "Catatonic"        | Номинация  |         |
| 2010    | Daytime Emmy Awards | Выдающийся исполнитель анимационной программы                                        | Эми Полер                         | Номинация  |         |
| 2010    | Daytime Emmy Awards | Выдающаяся режиссура в анимационной программе                                        | Эрик Визе Алекс Кирван Синтия Тру | Номинация  |         |